# Pronephrium micropinnatum
Pronephrium micropinnatum är en kärrbräkenväxtart som beskrevs av Holtt. Pronephrium micropinnatum ingår i släktet Pronephrium och familjen Thelypteridaceae. Inga underarter finns listade.